# 진서연
진서연(陳瑞演, 1983년 1월 18일~)은 대한민국의 배우다.

## 연기 활동

### 드라마
- 2007년 OCN 화요 오리지널 드라마 《메디컬 기방 영화관》 ... 단비 역
- 2007년 ~ 2008년 MBC 수목 미니시리즈 《뉴하트》 ... 한수진 역
- 2008년 KBS2 수목 미니시리즈 《전설의 고향 - 환향녀》 ... 여인 역
- 2010년 MBC 일일시트콤 《볼수록 애교만점》 ... 하윤 역
- 2011년 tvN 수목 미니시리즈 《매니》 ... 신기루 역
- 2013년 SBS 월화 특별기획 드라마 《황금의 제국》 ... 정유진 역
- 2013년 ~ 2014년 SBS 주말극장 《열애》 ... 강문희 역
- 2014년 MBC 저녁 일일연속극 《소원을 말해봐》 ... 최서진 역 (특별출연)
- 2015년 MBC 월화 특별기획 드라마 《빛나거나 미치거나》 ... 금선 역
- 2015년 MBC 아침 일일연속극 《이브의 사랑》 ... 진현아 역
- 2020년 OCN 토일 미니시리즈 《본 대로 말하라》 ... 황하영 역
- 2021년 SBS 금토 미니시리즈 《원 더 우먼》 ... 한성혜 역
- 2023년 ENA 수목 미니시리즈 《행복배틀》 ... 송정아 역
- 2024년 쿠팡플레이 오리지널 드라마 《가족계획》 ... 안소진 역
- 2025년 TV CHOSUN 미니시리즈 《다음생은 없으니까》 ... 이일리 역

### 영화
| 연도 | 제목                       | 역할   | 비고 |
| ---- | -------------------------- | ------ | ---- |
| 2007 | 《이브의 유혹: 좋은 아내》 | 인애   |      |
| 2008 | 《로맨틱 아일랜드》        | 산다라 |      |
| 2012 | 《반창꼬》                 | 하윤   |      |
| 2018 | 《독전》                   | 보령   |      |
| 2022 | 《리미트》                 | 홍연주 |      |
| 2025 | 《괜찮아 괜찮아 괜찮아!》  | 설아   |      |

### 뮤직비디오
| 연도 | 가수            | 노래                  | 비고 |
| ---- | --------------- | --------------------- | ---- |
| 2004 | 박효신          | 그 흔한 남자여서      |      |
| 2006 | 견우&먼데이키즈 | 진저리                |      |
| 2006 | 애즈 원         | 십이야                |      |
| 2009 | 유리상자        | 나쁜 사람             |      |
| 2018 | 박효신          | 별 시                 |      |
| 2019 | 에픽 하이       | 술이 달다 (LOVEDRUNK) |      |

## 수상 및 후보
| 연도 | 시상식                       | 부문                                    | 작품              | 결과 | 출처 |
| ---- | ---------------------------- | --------------------------------------- | ----------------- | ---- | ---- |
| 2018 | 제27회 부일영화상            | 여우조연상                              | 독전              | 후보 |      |
| 2018 | 제55회 대종상                | 여우조연상                              | 독전              | 수상 |      |
| 2018 | 제2회 더 서울어워즈          | 영화부문 여우조연상                     | 독전              | 후보 |      |
| 2018 | 제39회 청룡영화상            | 인기스타상                              | 독전              | 수상 |      |
| 2018 | 제39회 청룡영화상            | 여우조연상                              | 독전              | 후보 |      |
| 2018 | 제5회 한국영화제작가협회상   | 여우조연상                              | 독전              | 수상 |      |
| 2018 | 제7회 대한민국 베스트 스타상 | 베스트 조연상                           | 독전              | 수상 |      |
| 2019 | 제10회 올해의 영화상         | 여우조연상                              | 독전              | 수상 |      |
| 2019 | 제13회 아시안 필름 어워드    | 여우조연상                              | 독전              | 후보 |      |
| 2019 | 제55회 백상예술대상          | 영화부문 여자 조연상                    | 독전              | 후보 |      |
| 2019 | 제24회 춘사영화상            | 여우조연상                              | 독전              | 후보 |      |
| 2021 | SBS 연기대상                 | 미니시리즈 코미디로맨스부문 여자 우수상 | 원더우먼          | 수상 |      |
| 2023 | KBS 연예대상                 | 리얼리티 부문 신인상                    | 신상출시 편스토랑 | 수상 |      |

## 예능
| 연도          | 제목                   | 역할   | 비고                                                          |
| ------------- | ---------------------- | ------ | ------------------------------------------------------------- |
| 2020          | 《아는 형님》          | 게스트 | 215회 - 2월 1일                                               |
| 2021          | 《신발 벗고 돌싱포맨》 | 게스트 | 7회- 9월 14일                                                 |
| 2022          | 《미운 우리 새끼》     | 게스트 | 303회- 7월 31일                                               |
| 2022          | 《라디오 스타》        | 게스트 | 780회- 8월 10일                                               |
| 2022          | 《런닝맨》             | 게스트 | 620회-9월 11일                                                |
| 2023          | 《아는 형님》          | 게스트 | 384회- 5월 20일                                               |
| 2023          | 《신상출시 편스토랑》  | 게스트 | 197회- 199회 10월 20일 ~ 11월 3일                             |
| 2023          | 《신상출시 편스토랑》  | 게스트 | 203회- 206회 12월 8일~ 1월 5일 210회- 212회 2월 2일~ 2월 16일 |
| 2024          | 《신상출시 편스토랑》  | 게스트 |                                                               |
| 《고딩엄빠4》 | 27회-1월 31일          | 게스트 |                                                               |